# Decitabină
Decitabina este un agent chimioterapic utilizat în tratamentul sindroamelor mielodisplazice (SMD) și leucemiei mieloide acude (LMA). Este un analog de citidină (o nucleozidă pirimidinică), acționând ca antimetabolit. Calea de administrare disponibilă este cea intravenoasă (perfuzabilă).
Decitabina este un derivat de azacitidină.

## Utilizări medicale
Decitabina este utilizată în:
- sindroame mielodisplazice (SMD)[9]
- leucemie mieloidă acută (LMA)[11][12]

## Mecanism de acțiune
Decitabina inhibă enzime implicate în sinteza bazelor azotate pirimidinice și inhibă ADN metil-transferazele, inducând hipometilarea moleculei de ADN.